# La Note bleue (film)
Pour les articles homonymes, voir La Note bleue.
Pour plus de détails, voir Fiche technique et Distribution.
La Note bleue est un film franco-allemand d'Andrzej Żuławski, sorti en 1991, sur le thème biographique du dernier été de la vie du célèbre couple Frédéric Chopin et George Sand.

## Synopsis

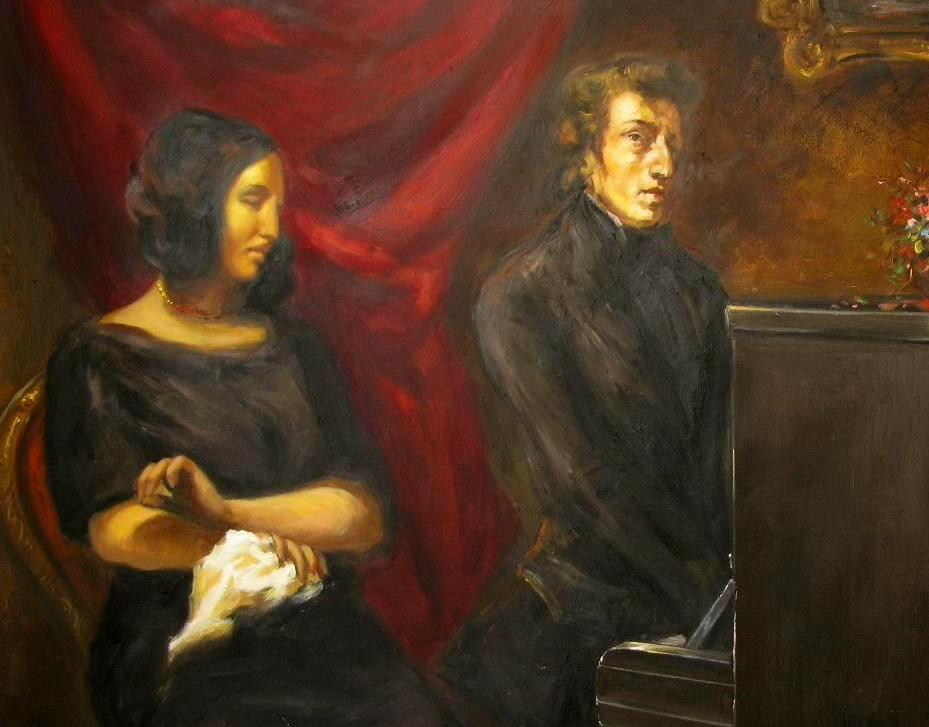
Frédéric Chopin au piano (et sa compagne George Sand) par Eugène Delacroix, en 1837.

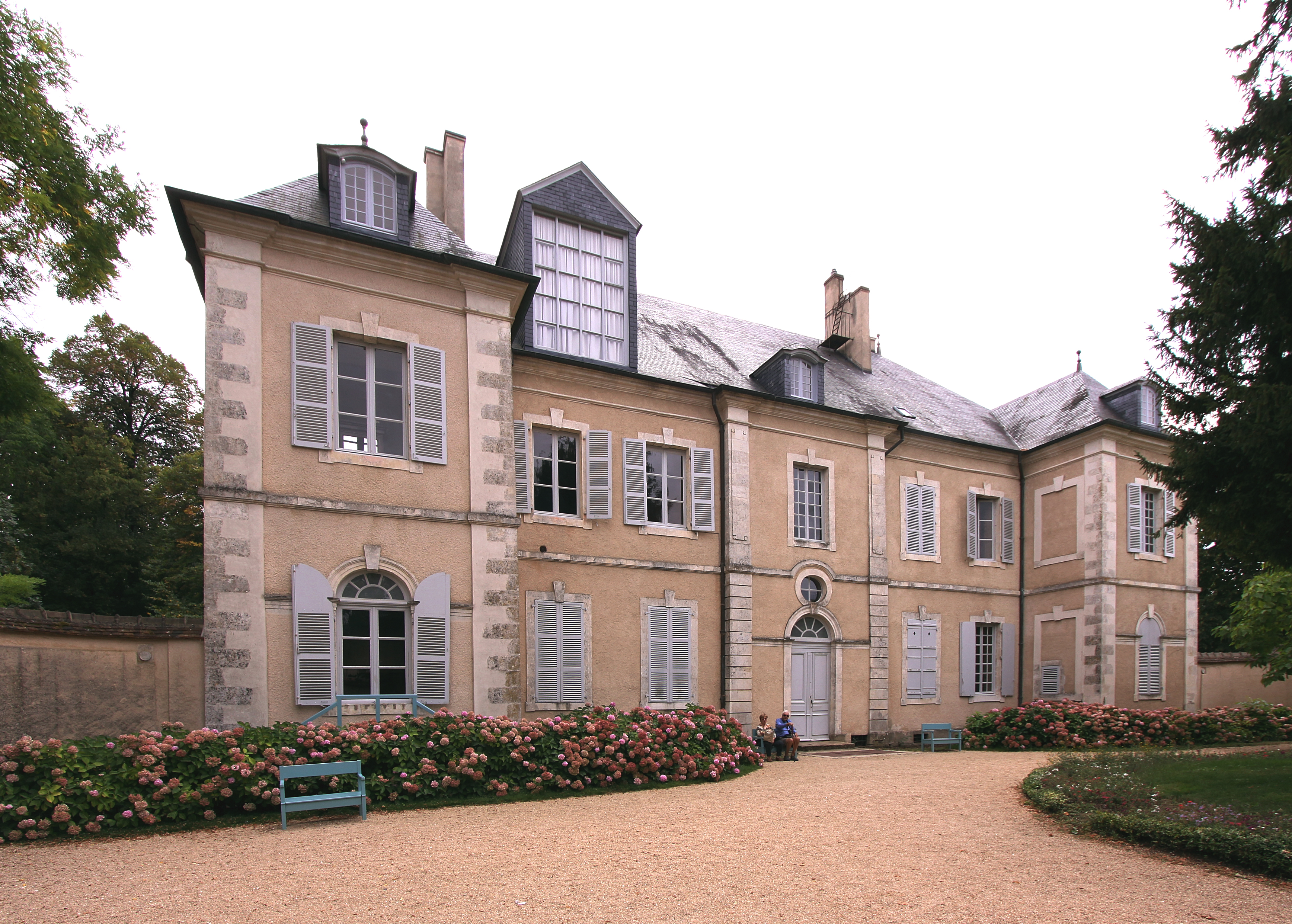
Domaine de George Sand de Nohant-Vic dans le Berry.

Le film est inspiré du dernier séjour d'été 1846 du couple Frédéric Chopin et George Sand, dans leur domaine de George Sand de Nohant-Vic dans le Berry (ou le couple passe 7 étés de leur vie et compose une grande partie de leurs œuvres). Ils sont entourés des enfants de George Sand (Solange Sand et Maurice Sand) et d'une partie de leur cercle d'amis artistes, gens du spectacle et intellectuels mondains de l'époque, dont le peintre Eugène Delacroix, le sculpteur Auguste Clésinger (qui épouse Solange Clésinger-Sand), l'écrivain Alexandre Dumas (fils), l'écrivain russe Ivan Tourgueniev, le comte-banquier-compositeur Albert Grzymalda, le critique Louis Viardot et son épouse cantatrice Pauline Viardot, la comtesse polonaise Laure Czosnowska,... Le séjour se déroule dans une ambiance créatrice, artistique, théâtrale, tumultueuse, excentrique, extravagante, folle, effervescente, satirique et burlesque, sur fond de musique du répertoire de Chopin, qui joue et compose son œuvre sans relâche dix heures par jour (interprété par le pianiste Janusz Olejniczak). Âgé de 36 ans, et malade de la tuberculose, Chopin se sépare de George Sand l'été suivant, après 9 ans de vie commune, avant de disparaître 3 ans plus tard précocement de sa maladie à l'âge de 39 ans. 
D'après ses souvenirs d'avoir écouté Chopin au piano avec leur ami peintre Eugène Delacroix, la romancière George Sand écrit dans son recueil Impressions et souvenirs de 1873 « Nos yeux se remplissent de teintes douces qui correspondent aux suaves modulations saisies par le sens auditif. Et puis la note bleue résonne et nous voilà dans l’azur de la nuit transparente… »,,.

## Fiche technique
- Titre : La Note bleue
- Réalisation : Andrzej Żuławski
- Scénario : Andrzej Żuławski
- Dialogues : Andrzej Żuławski
- Productrice : Marie-Laure Reyre
- Production : Oliane Productions
- Musique : Chopin, interprété au piano par Janusz Olejniczak
- Photographie : Andrzej J. Jaroszewicz
- Son : Michel Vionnet
- Décors : Jean-Vincent Puzos
- Pays d'origine :  France -  Allemagne
- Genre : biographique
- Format : Son Dolby, 1.85:1, 35 mm
- Couleur : couleur
- Durée : 132 minutes
- Date de sortie : France - 5 juin 1991

## Distribution
- Janusz Olejniczak : Frédéric Chopin
- Marie-France Pisier : George Sand
- Sophie Marceau : Solange Sand (fille de George Sand)
- Benoît Le Pecq : Maurice Sand (fils de George Sand)
- Féodor Atkine : Eugène Delacroix
- Aurélien Recoing : Auguste Clésinger
- Gilles Détroit : Fernand de Préaulx[3]
- Roman Wilhelmi (en) : Albert Grzymalda
- Redjep Mitrovitsa : Alexandre Dumas (fils)
- Serge Renko : Ivan Tourgueniev
- Serge Ridoux : Louis Viardot
- Noëmi Nadelmann (en) : Pauline Viardot
- Théophile Sowié : Carambé

## Musique du film
Le film de 2H10 se déroule sur fond de nombreuses heures de création au piano de Chopin, et de nombreuses interprétations d'extraits de ses œuvres :
- Prélude Op. 28, No. 4
- Mazurka Op. 17, No. 2
- Valse minute Op. 64, No. 1
- Étude Op. 10, No. 12
- Prélude Op. 28, No. 7
- Larghetto Op. 21, No. 2/2
- Mazurka Op. 17, No. 4
- Mazurka Op. 41, No. 2
- Polonaise Op. 44
- Nocturne Opus 48
- Mazurka Op. 24, No. 4
- Marche Funèbre Op. 35

## Production
Le tournage du film se déroule durant l'été 1990 au château de Puyval de Segonzac en Corrèze (liste de films tournés en Corrèze). Le rôle de Chopin est joué par un véritable pianiste virtuose Janusz Olejniczak qui interprète son œuvre dans le film,.

## Critique
Le film est vivement critiqué négativement par une partie du public pour son ambiance extravagante et excentrique, et fait l'objet d'une critique négative entre autres de la part du magazine Les Inrocks.